# Morales (Bolívar)
Morales ist eine Gemeinde (municipio) im Departamento Bolívar im Norden von Kolumbien.

## Geographie
Morales liegt im Süden von Bolívar in der Subregion Magdalena Medio am Morales-Arm (Brazo de Morales) des Río Magdalena auf einer Flussinsel. An die Gemeinde grenzen im Norden Arenal del Sur und Río Viejo, im Osten Gamarra im Departamento del Cesar und Puerto Wilches im Departamento de Santander, im Süden Simití und Santa Rosa del Sur und im Westen Montecristo.

## Demographie
Die Gemeinde Morales hat 22.487 Einwohner, von denen 6255 im städtischen Teil (cabecera municipal) der Gemeinde leben (Stand: 2019).

## Sehenswürdigkeiten
Die Pfarrkirche Templo parroquial de San Sebastián wurde 2000 zum kolumbianischen Nationalerbe erklärt.